# Éric Bachelart
Éric Bachelart (ur. 28 lutego 1961 roku w Brukseli) – belgijski kierowca wyścigowy.

## Kariera
Bachelart rozpoczął karierę w międzynarodowych wyścigach samochodowych w 1984 roku od startów w Brytyjskiej Formule 3, Niemieckiej Formule 3 oraz Francuskiej Formule Ford 1600. Jednak nigdzie nie zdobywał punktów. Jedynie w Formule Ford zwyciężał, ale nie był liczony do klasyfikacji. W późniejszych latach pojawiał się także w stawce Francuskiej Formuły 3, Niemieckiej Formuły  2000, Grand Prix Monako Formuły 3, World Touring Car Championship, Grand Prix Makau, Belgian Touring Car Championship, Formuły 3000, European Touring Car Championship, Belgian Procar Touring Car Championship, Japońskiej Formuły 3, American Racing Series, Firestone Indy Lights Championship, Belgian Touring Car Championship, IndyCar World Series, 24-godzinnego wyścigu Le Mans, FIA Touring Car Challenge, IMSA World Sports Car Championship, Belgian Procar oraz Blancpain Endurance Series.
W Formule 3000 Belg został zgłoszony do dwóch wyścigów sezonu 1988 z brytyjską ekipą Spirit Racing. Jednak nigdy nie zakwalifikował się do wyścigu.